# Pinzón
Isla Pinzón of Duncan Island  is een van de kleinere Galapagoseilanden; het ligt in het midden van de archipel, tussen Santa Cruz en Isabela. Het is 18 km² groot, bijna rond van vorm en relatief rotsig en hoog. Pinzón is de achternaam van twee kapiteins (broers) die meereisden met Christoffel Columbus naar de Nieuwe Wereld.
Het eiland heeft geen speciale locaties waar toeristen aan land komen en kunnen duiken en het wordt daarom zelden bezocht. Er is wel een herintroductieproject gaande voor reuzenschildpadden.

## Flora en fauna
Het eiland is rotsig en begroeid met voornamelijk stekelige planten. Hogerop de heuvel is er vaak zeemist en daarom groeien daar meer planten, vooral epiphyten waaronder varens en bromelia's.
Er zijn relatief veel voor de Galapagos kenmerkende op het land levende vogelsoorten zoals darwinvinken, galapagostreurduif en rode tiran (Pyrocephalus rubinus nanus). 

### Reuzenschildpadden
Toen het eiland in 1959 een natuurreservaat werd, waren er nog een paar honderd reuzenschildpadden van een soort (Chelonoidis ephippium synoniem: Geochelone nigra duncanensis). die alleen op Pinzón voorkwam. Dit waren allemaal oudere dieren, want voortplanting vond niet meer plaats. Zwarte ratten kwamen als invasieve diersoorten op het eiland voor en vraten de eieren en jonge schildpadjes op. In de jaren 1980 werd geprobeerd om met speciaal gif het eiland rattenvrij te maken, wat niet lukte. In 2012 startte opnieuw een actie om de ratten te verwijderen en in 2014 constateerden onderzoekers dat de schildpadden ongestoord opgroeiden. In de hele periode daarvoor, sinds 1965, werden eieren van de reuzenschildpadden verzameld en op andere eilanden uitgebroed en verder gekweekt tot ze groot genoeg waren om niet door ratten aangevreten te worden. Dan pas werden ze losgelaten op Pinzón om voor verjonging van de populatie te zorgen.